# پلنگ ابری سوندا
پلنگ ابری سوندا (نام علمی: Neofelis diardi) نام یک گونه از سرده نوگربه‌ها است.